# كابيتول ولاية آيوا
مبنى الكابيتول بآيوا ، مقر الجمعية العامة لولاية آيوا، يقع بعاصمة الولاية مدينة دي موين. مبنى جميل المنظر وضخم . يقام بهد عدة محافل، اهمها حفل جائزة الغذاء العالمية.

## تاريخ

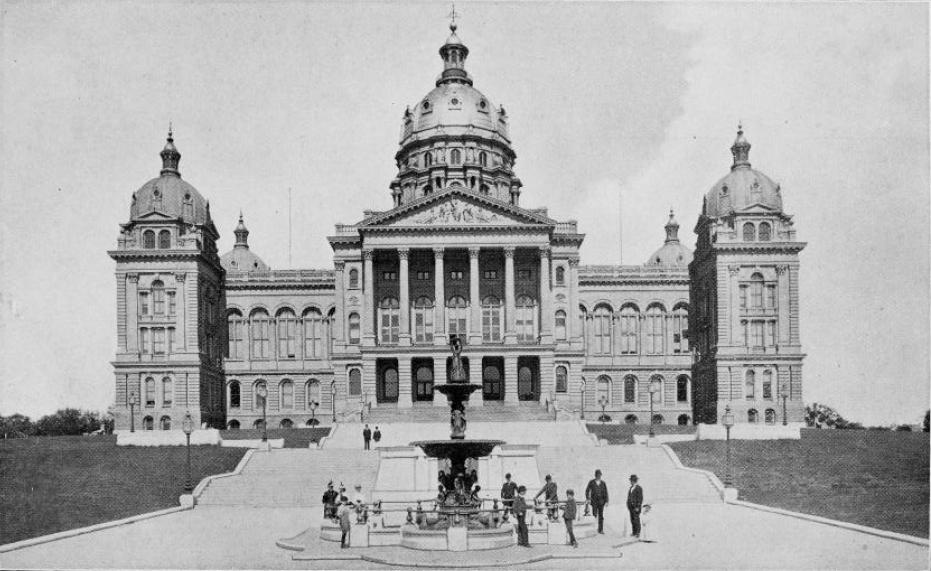
المبنى عام 1917

## التصميم الخارجي

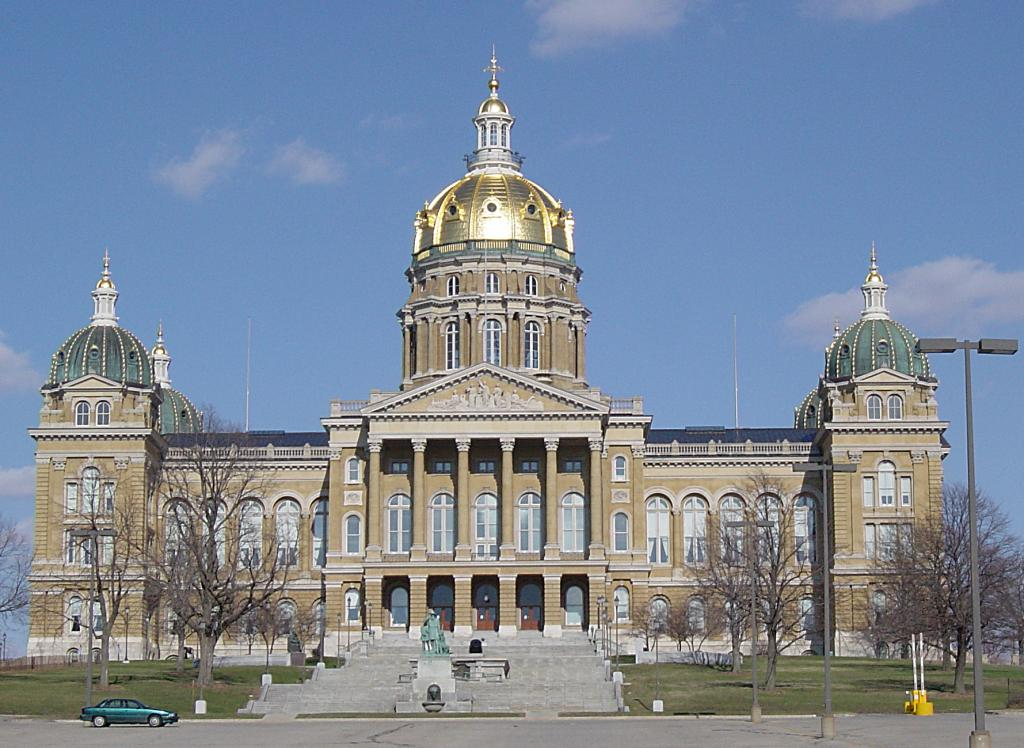
المبنى بعد طلي القبة بذهب عيار 23 قيراط، 2003م

## حريق وإعادة ترميمه
في عام 1904 شب حريق بالمبنى، وصل الحريق للعديد من الغرف والقاعات، وهناك معلومات قليلة عمن بدأ بإعادة ترميمه في ذلك الوقت.
لكن في الثمانينات تم ملاحظة العديد من المشاكل في شكله الخارجي لذلك تم ترميمه من الخارج .

## صور

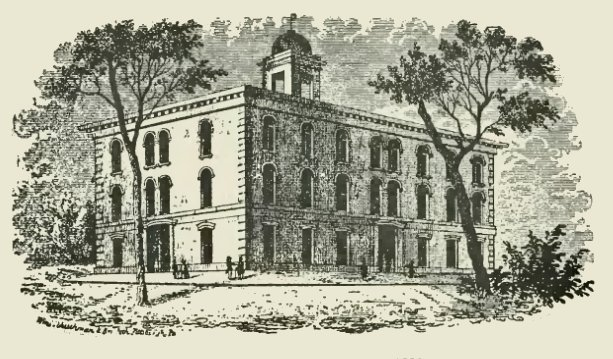
رسم للمبنى، 1903
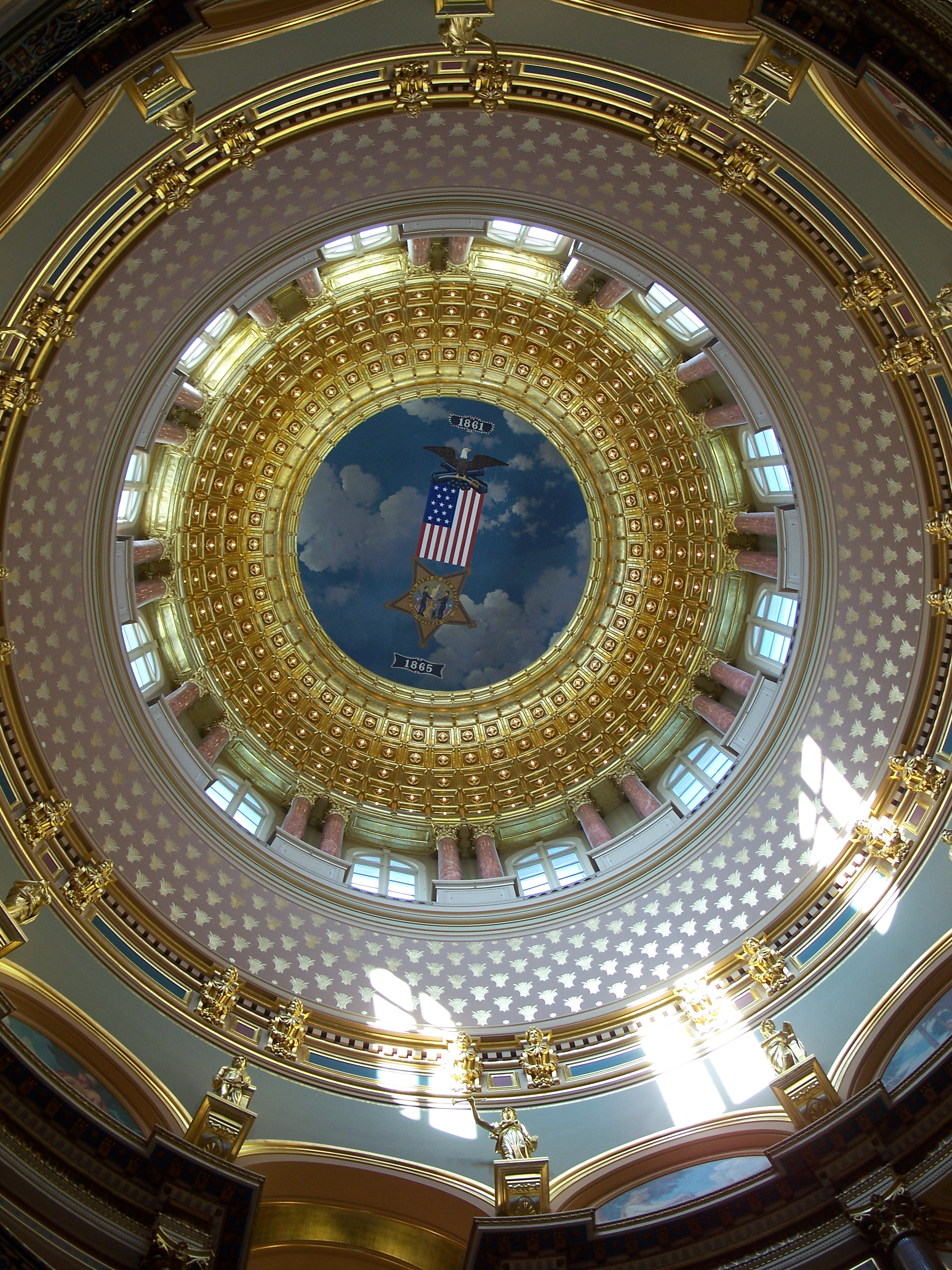
قبة المبنى من الداخل، 2008
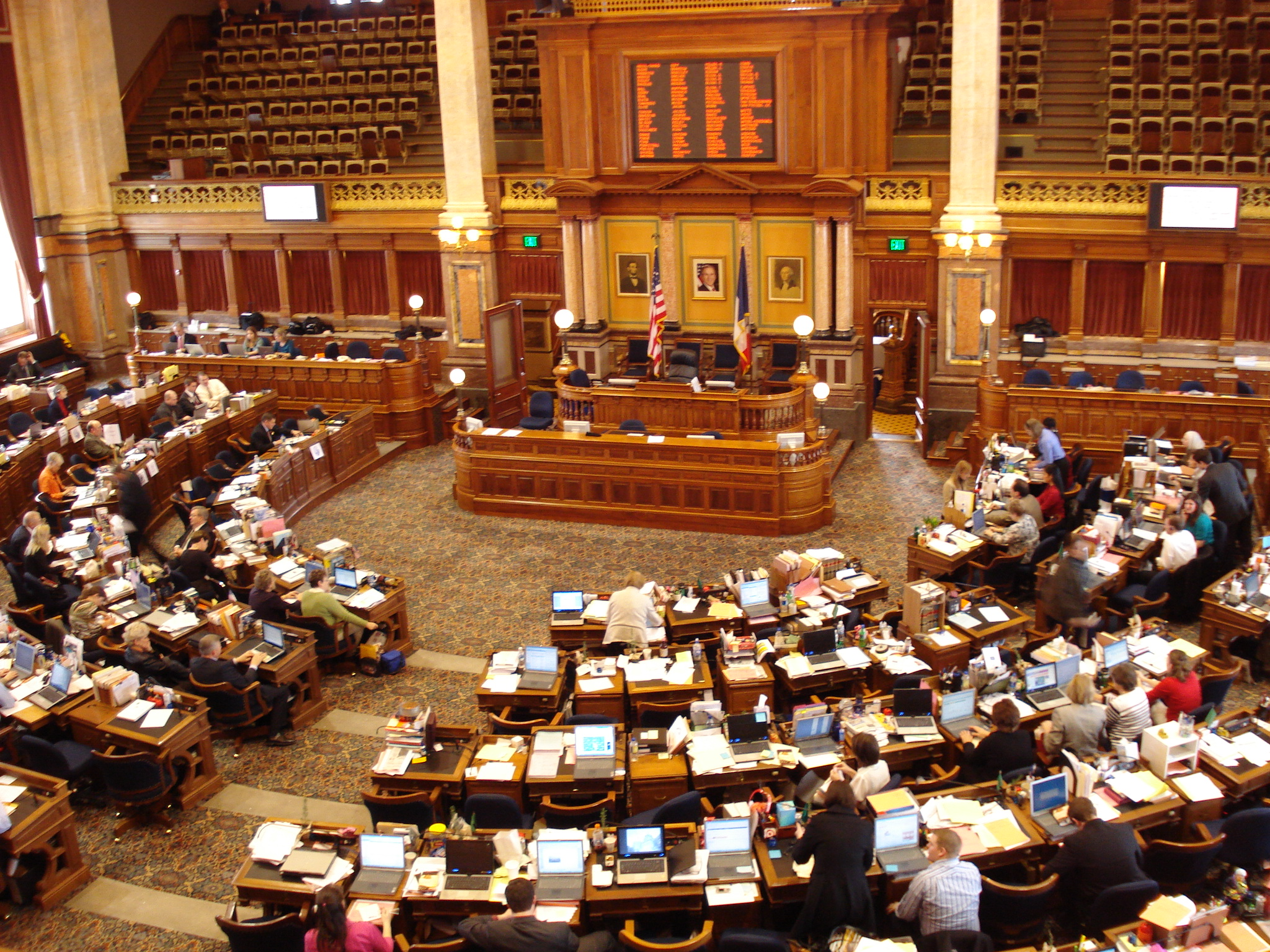
إحدى قاعات المبنى الحكومية، 2008
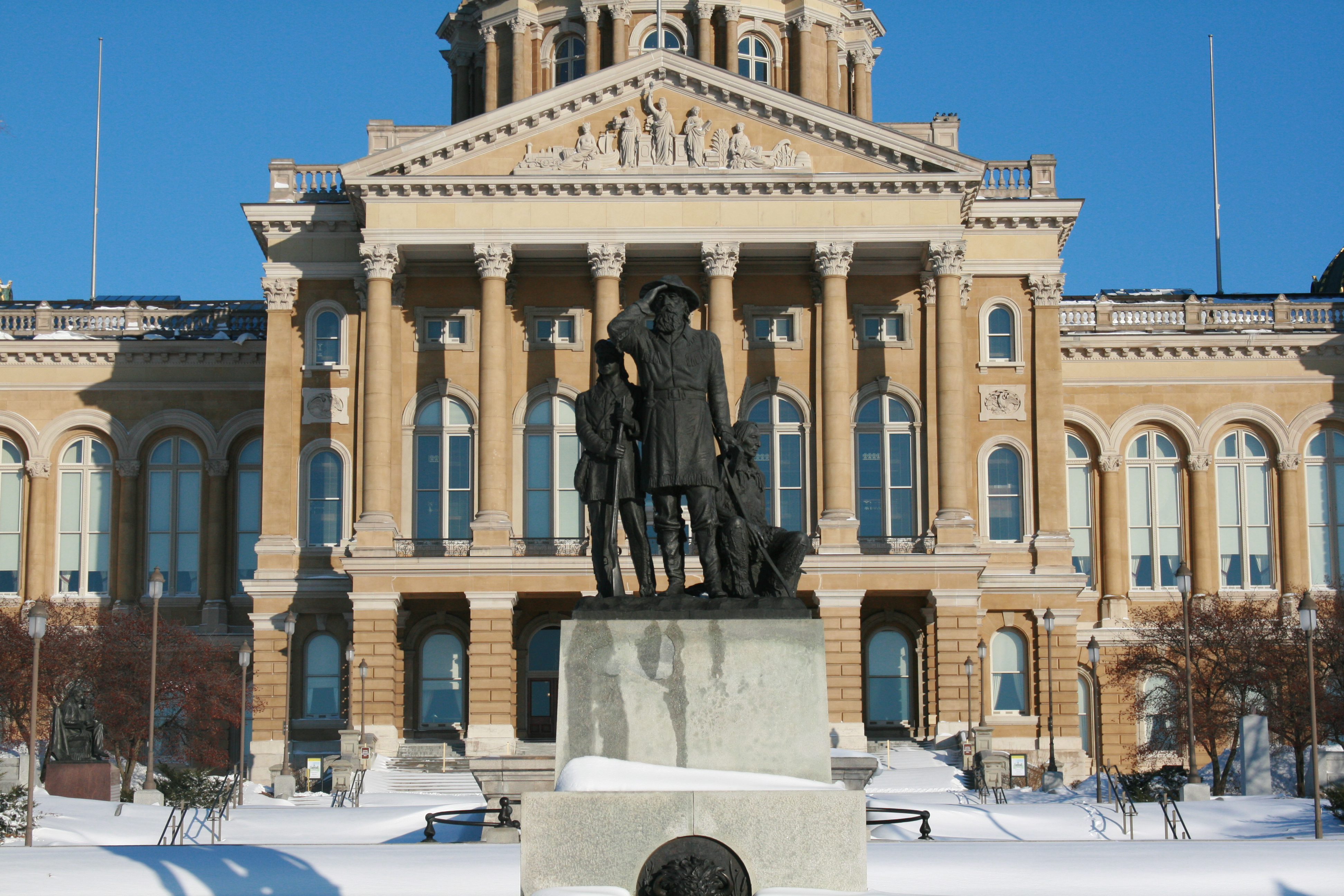
التماثيل الامامية في الثلج، 2009
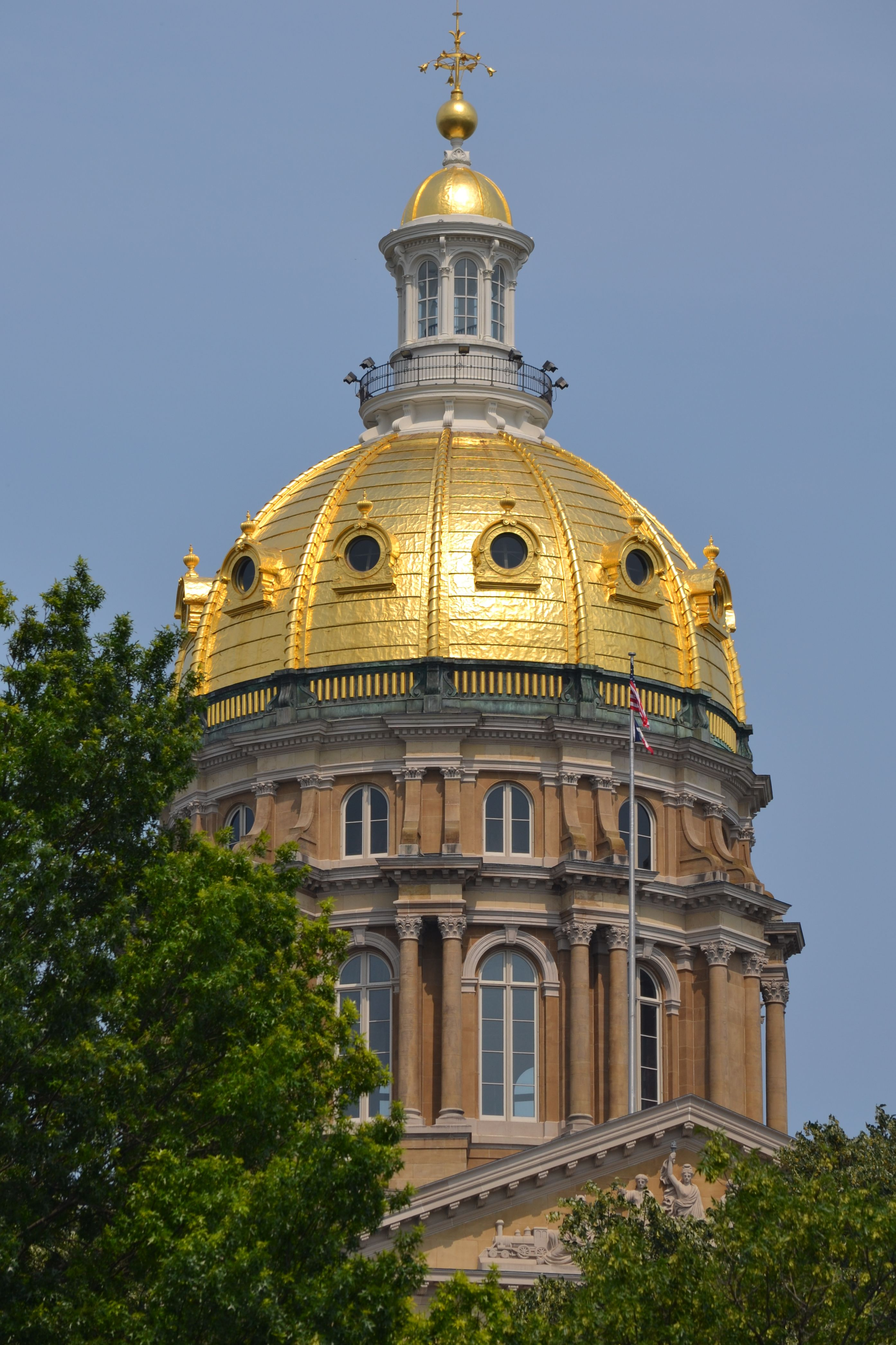
قبة المبنى،2013
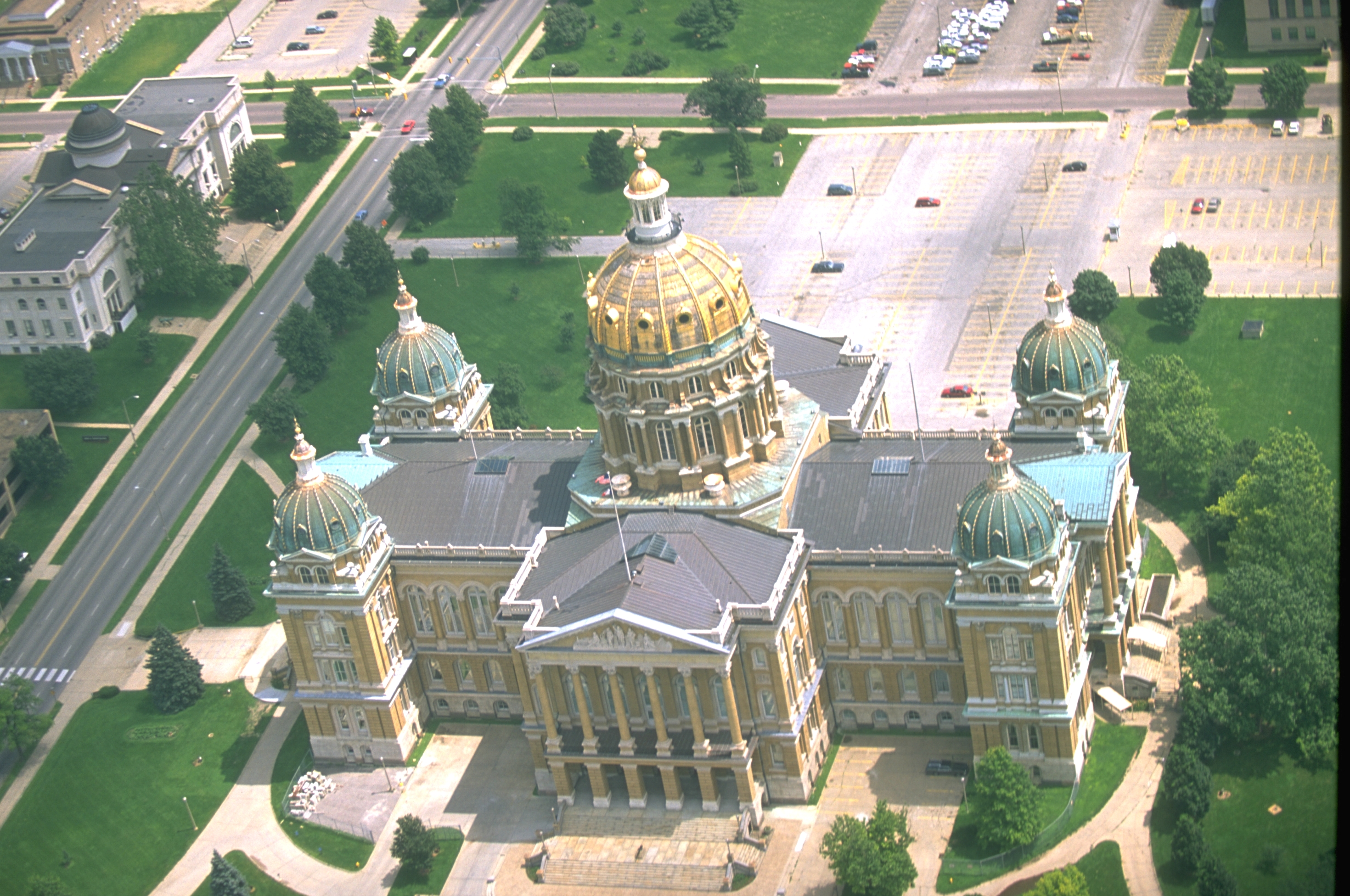
صورة جوية للمبنى، 1993
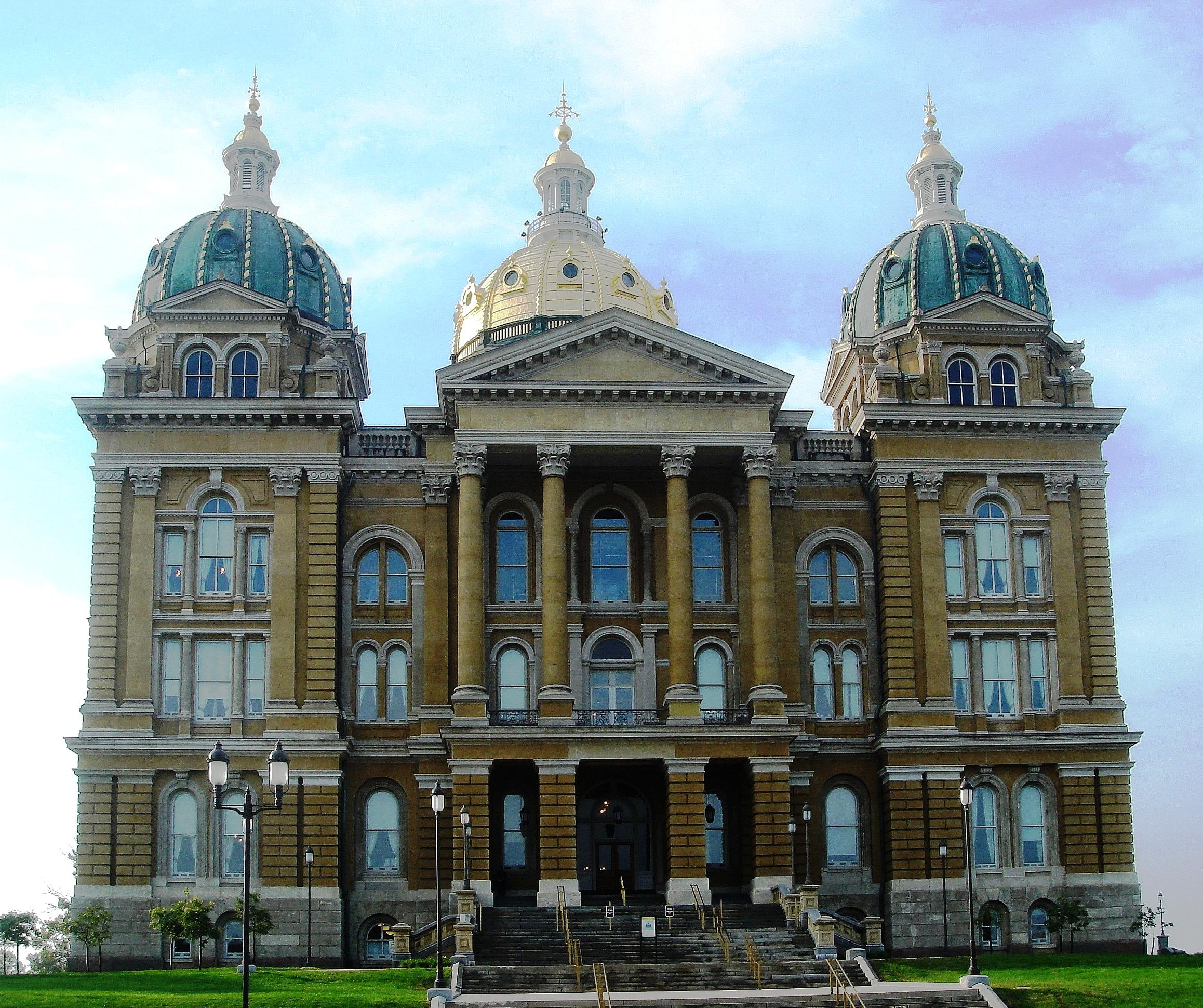
الجهة الشمالية للمبنى، 2007